# Xi Herculis
Désignations
Xi Herculis (ξ Herculis / ξ Her) est une étoile géante de la constellation d'Hercule. Sa magnitude apparente est de 3,7. D'après la mesure de sa parallaxe annuelle par le satellite Hipparcos, l'étoile est située à environ ∼ 137 a.l. (∼ 42 pc) de la Terre. Elle se rapproche du Système solaire à une vitesse radiale de −1,8 km/s.

## Propriétés

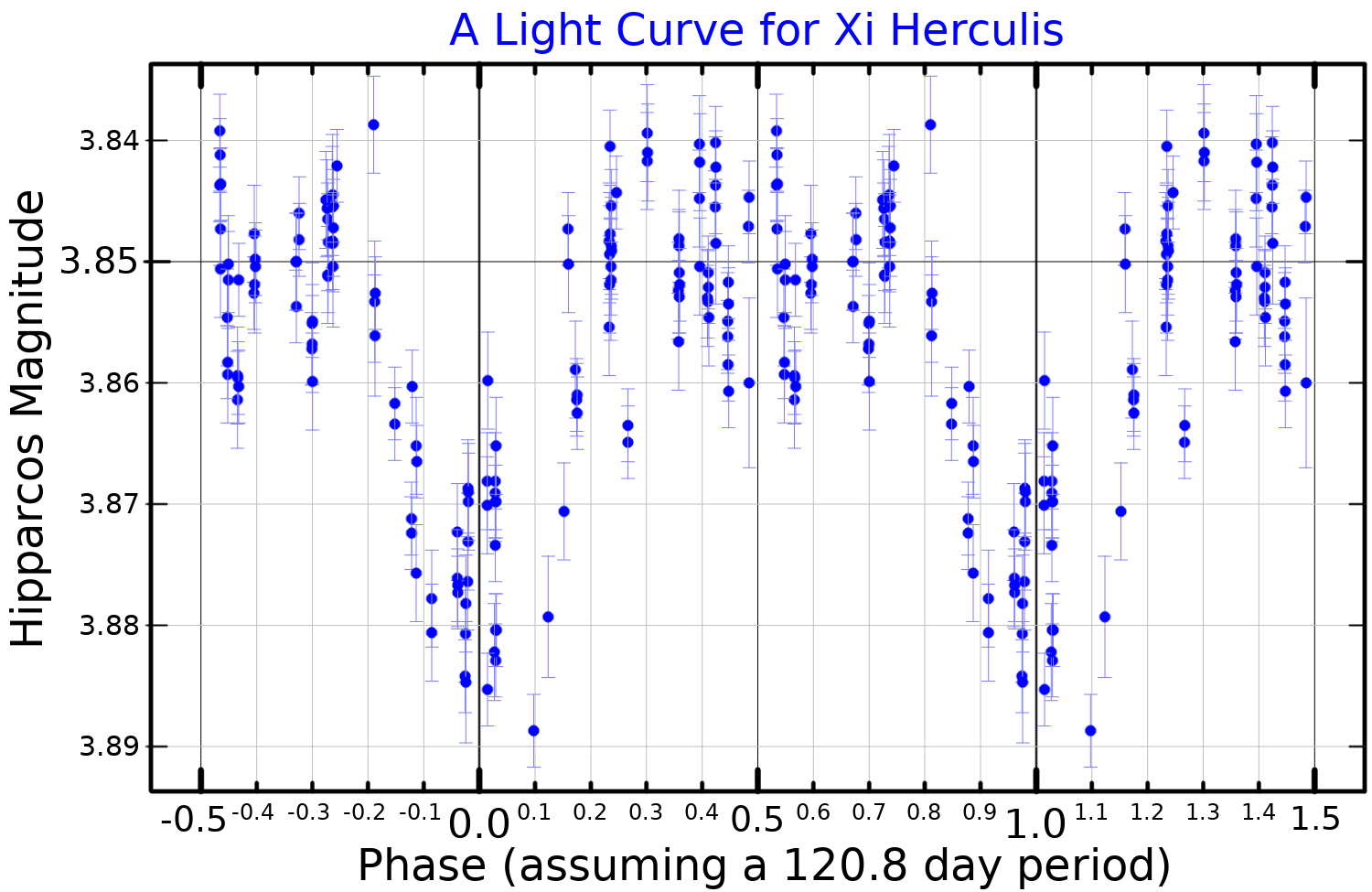
Courbe de lumière de Xi Herculis, tracée à partir des données du satellite Hipparcos.

Xi Herculis est une étoile géante jaune de type spectral G8,5III. C'est une géante du red clump, c'est-à-dire qu'elle génère son énergie par la fusion de l'hélium dans son noyau. L'étoile est deux fois plus massive que le Soleil et elle est estimée être âgée d'environ 2,5 milliards d'années. Son rayon est 10 fois plus grand que le rayon solaire, elle est près de 62 fois plus lumineuse que le Soleil et sa température de surface est de 4 931 K.
Xi Herculis est une étoile variable semi-régulière de sous-type SRd, dont la magnitude a varié avec une amplitude de 0,03 dans la photométrie du satellite Hipparcos et selon une période de 120,8 jours.

## Nom chinois
Dans le livre de R.H. Allen, cette étoile, avec ν Her et 99 Her (b Herculis) est censée représenter Zhongshan (ou Chung Shan' "la montagne du milieu"), mais dans la littérature chinoise, ce nom est donné à ο Her.